# Кримськотатарська кухня

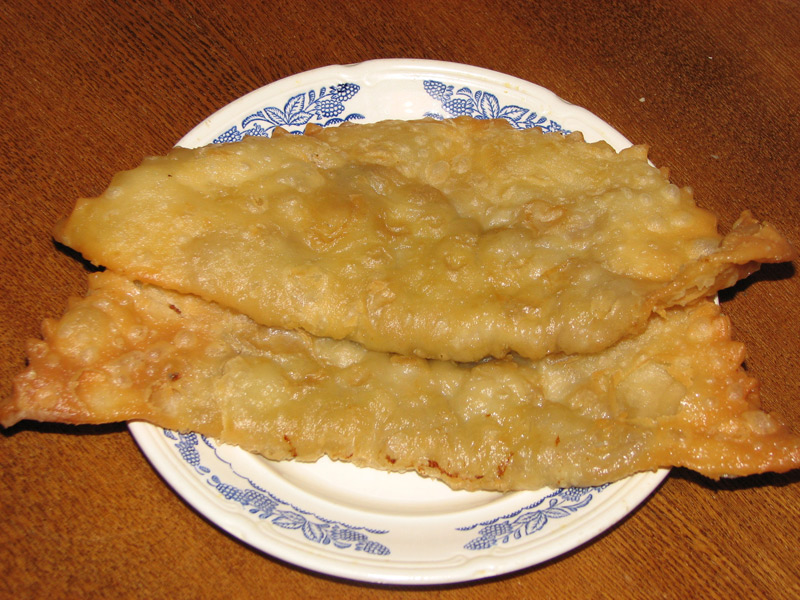
Чібереки

Кримськотатарська кухня — складова української кухні, страви поширені серед коріного народу України кримських татар.
Крим, де зародилася кримська кухня, багата на рослинність, м'ясо, овочі та фрукти. Кримська кухня формувалася під впливом двох культур: степової та середземноморської. Тому, кухні ногайського (степового) та південнобережного субетносів суттєво відрізняються. На столі південців часто зустрічаються овочі, фрукти й риба, а жителі степу полюбляють вживати м'ясо-молочні продукти в будь-якому вигляді. Попри все це, на кожному столі є місце для загальнонаціональних страв.

## Історія
З давніх-давен кримські татари жили в степах, горах та на узбережжі Чорного моря. В основу їхніх страв увійшло м'ясо: конина, яловичина, баранина, але не свинина. Вона для мусульман під забороною:

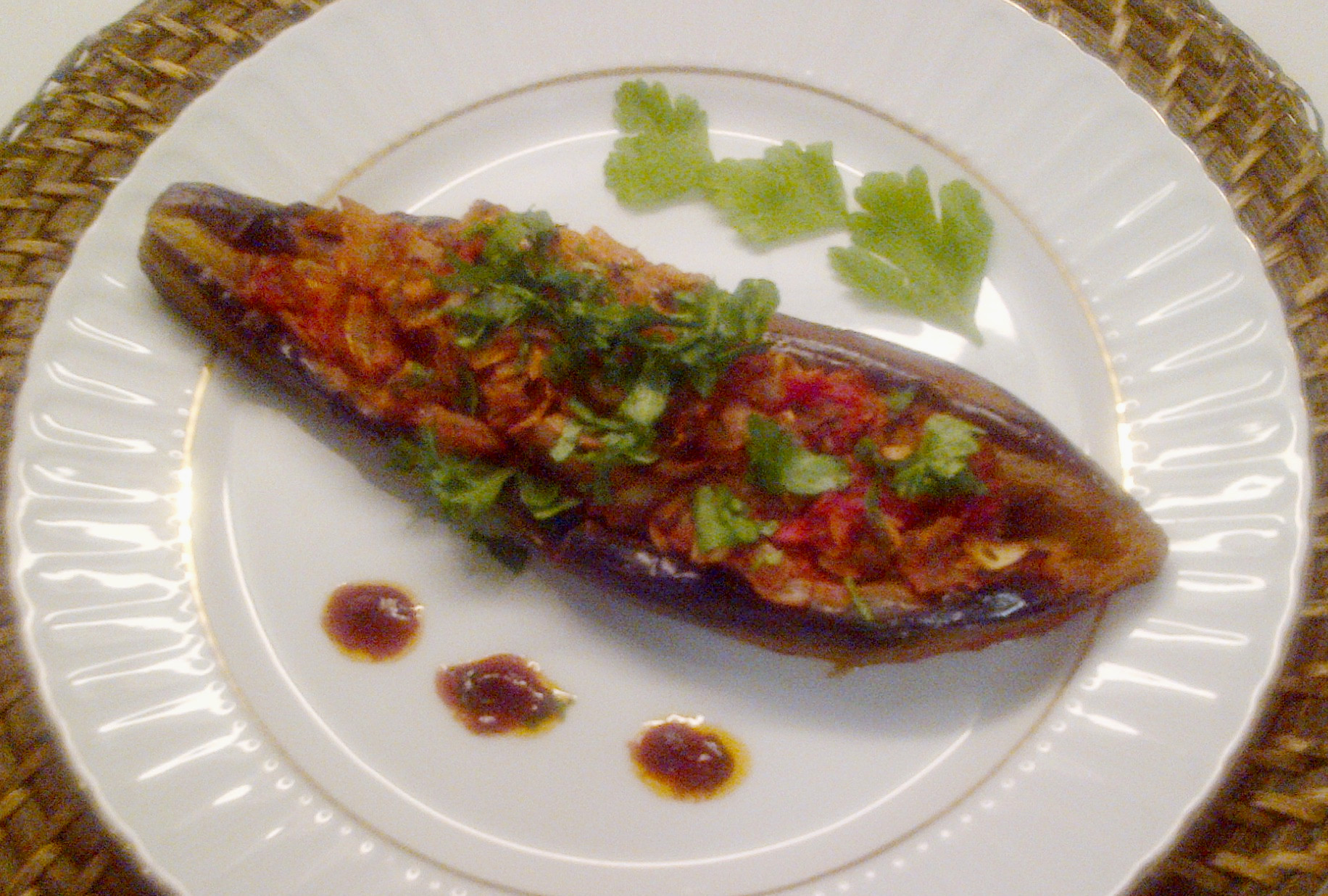
Імам-баїдли

«Віряни! Їжте з тих благих страв, якими Ми наділяємо вас, і дякуйте Богові, якщо ви поклоняєтеся Йому. Він заборонив вам вживати мертвечину, кров, свинину і те, що було заколото з ім'ям інших богів, а не Аллаха. Але хто буде примушений до такої їжі, не бувши свавільним, безбожником, за те не буде гріха: Бог прощає, милосердний»
— Священний Коран 2:172, 173
Після походів кримські татари зазвичай заготовляли м'ясо про запас: м'ясо і субпродукти в'ялили, сушили, коптили, солили. Здавна улюбленим м'ясним делікатесом татар був кизилик — в'ялена ковбаса з конини. Найулюбленішими залишалися страви з баранини. Пізніше з'явилося птахівництво, але воно так і не посіло провідне місце в господарстві. Знаходячись на перетині торговельних шляхів, національна кухня кримців збагачувалась, набуваючи нових кулінарних традицій. З'явилися чорний і зелений чай, мед, сушені фрукти, горіхи, ягоди, трава та зелень.
У XV столітті знатний венецієць Амброджо Контаріні писав, що основною їжею степових жителів було м'ясо коней і молоко. Поширеним був рис (його мандрівник називає «сарацинське пшоно»), який варили, а потім заливали кислим молоком. Нерідко цю суміш вживали висушивши на сонці.

У першій половині XVII століття домініканський монах Жан де Люк писав про кримців, що жили за Ор-Капу:
«Вони їли хліб, сир, конину, меншою мірою м'ясо домашніх тварин. Гостей пригощали м'ясом лошати».
Гостей ханства не міг залишити байдужими кримський напій «буза». Про це писав у XVII столітті Евлія Челебі:
"Тут роблять знамениту бузу татарську — кескен вару.
Цю бузу кладуть в хустку і несуть додому.
Не проливається ні краплі.
Ось яка це густа і смачна, як кістковий мозок, буза.
Татари, які живуть в п'яти переходах звідси, сідають верхи та зі словами «вип'ємо-но орської бузи!»

## Основні страви
Без хліба не проходить жоден обід (звичайний або святковий). Хліб — священна їжа.

### Святкові
Кобєтє — соковитий пиріг з бараниною, картоплею та цибулею. До кубєтє може готуватися бульйон, до якого додається начинка, а сам пиріг використовується як хліб.
Чібереки — смажені в киплячій олії великі коржі-півмісяці з м'ясною начинкою. Назва «Çibörek» — перекладається, як «пиріжок, що шкварчить». Якщо чібереки смажать без олії, то називають аяклик-чіберек або кир-чіберек (Бахчисарай та околиці), тигиз-янтик (Південний беріг).

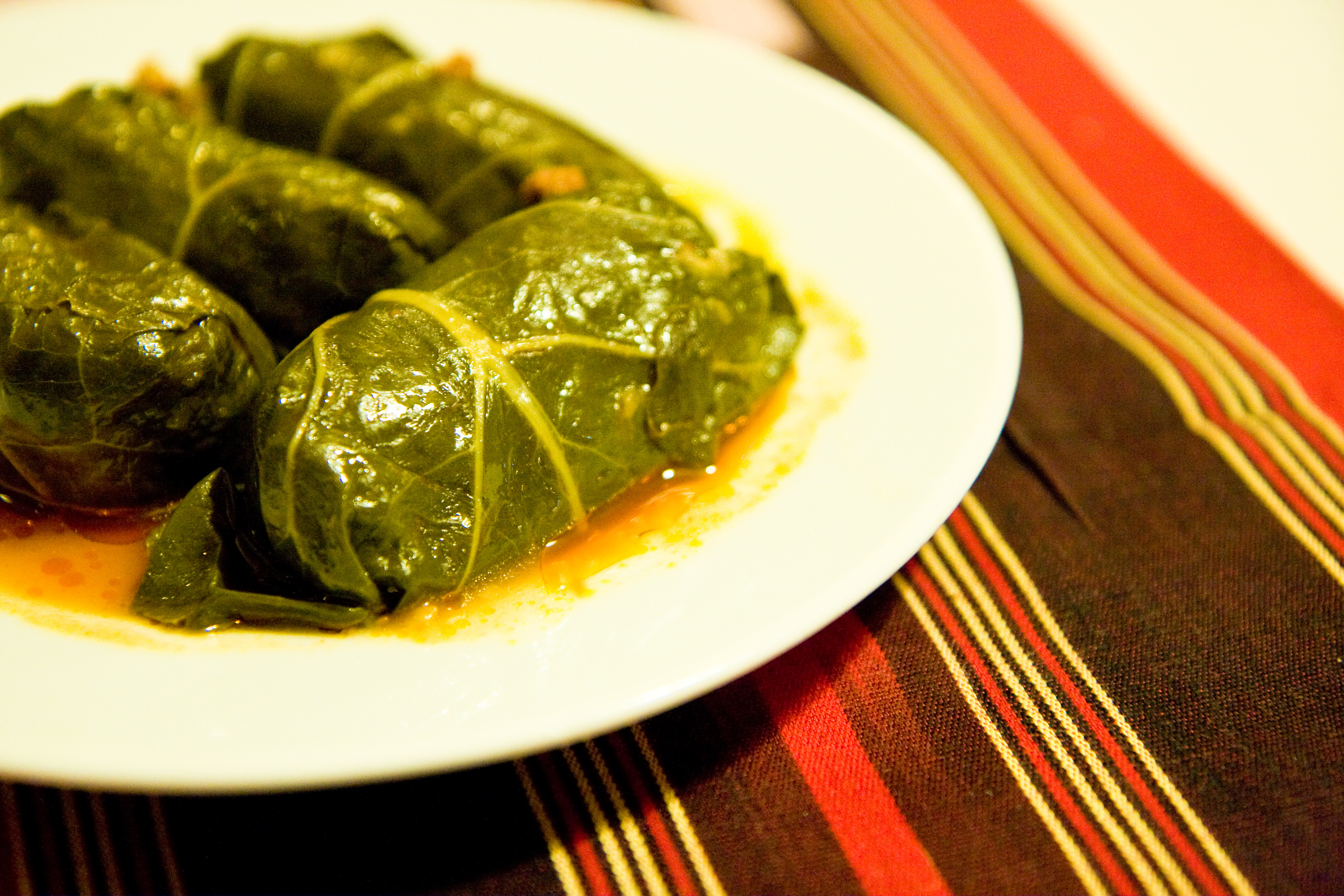
Сарма

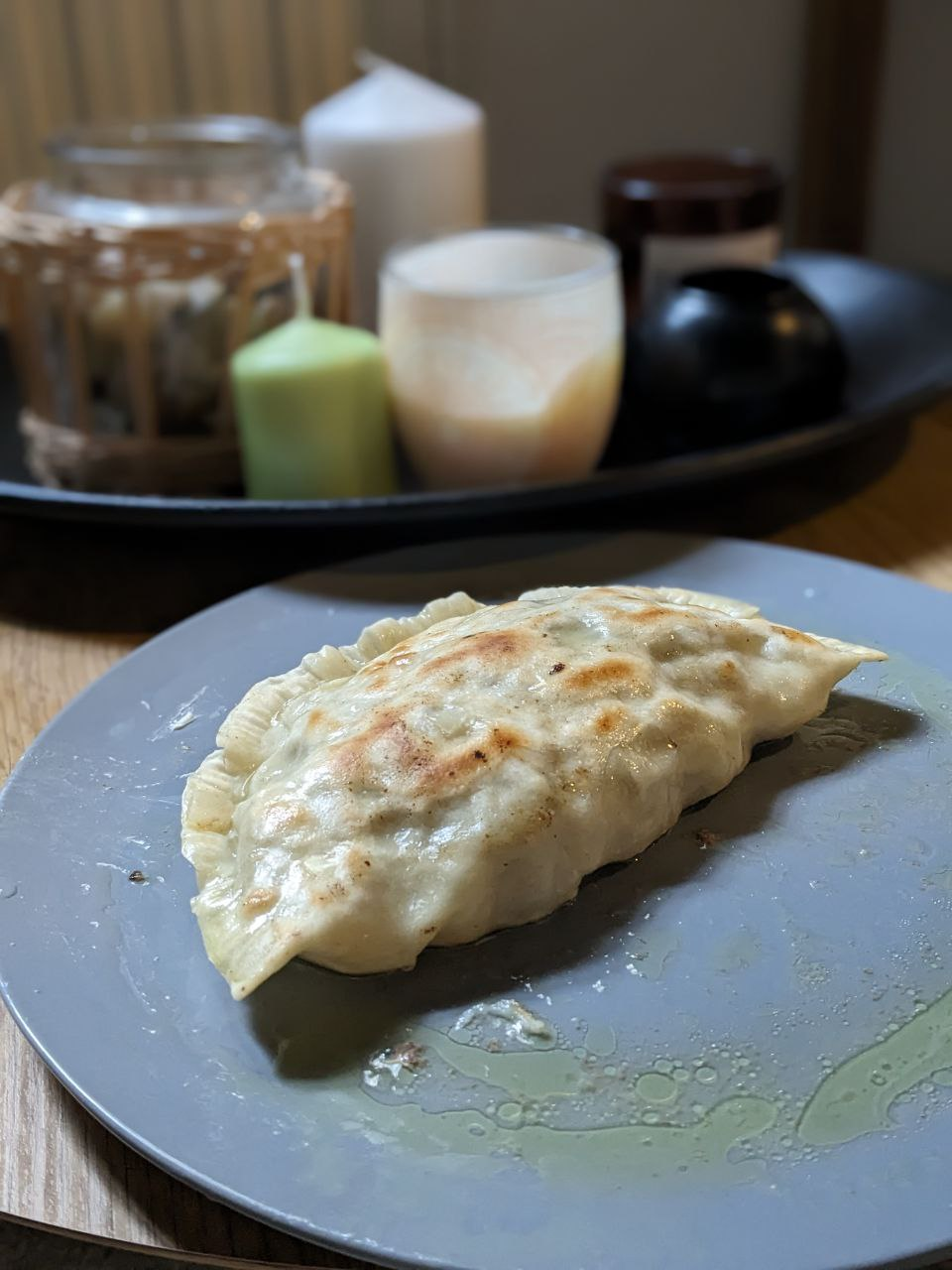
Янтикх

Імам-баілди — баклажани фаршировані овочевим асорті з перцю, помідорів, цибулі, часнику, петрушки та з додаванням родзинок. Назва цієї страви з тюркської перекладається як «імам знепритомнів». За легендою, мусульманський імам (священник), відчувши аромат імам-баілди, знепритомнів від захоплення.

### Повсякденні
Шиш-кебаб ― шашлик з баранини, конини або індички.
Язма — 1) холодний суп на основі кхатикха, огірка, зелені.
Сарма — маленькі голубці, які загортають у молоде виноградне листя. Аби готувати сарма взимку, листя заготовляють навесні. Назва страви «сармá», «sarmá» походить від сармакъ, sarmaq, що означає «обгортати».
Татар-аш, уфак-аш, кхашикх-аш — страва з м'яса в тісті маленького розміру, можливо в юшці.
Бурма — страва з розкачаного тіста з м'ясним фаршем. Може як запікатися у печі, так й готуватися на пару. Південнобережні кримці готують також солодкий варіант з гарбузом із додаванням волоських горіхів.
Янтикх (в степовому Криму: джантик, на південному березі: фурун-янтик)  — це вироби зі здобного тіста в формі човника з отвором посередині. Ці вироби випікаються в печі та начиняються м'ясним фаршем. Коли їх витягують з печі, то змащують вершковим маслом, а також поміщають масло в отвір. Якщо такі ж пиріжки роблять з бринзи, то їх називають пенірлі. На південному березі янтик (тигиз янтик) це страва, схожа на чіберек, що смажиться без олії. Ця страва є родзинкою кухні південнобережного субетносу. В Бахчисараї та околицях чібереки без масла називаються аяклик. Відомі й інші назви: кир-чіберек (буквально, чібереки, які робляться не вдома, а десь в горах), чобан-чіберек, фук'аре-чіберек.
Бакла шорбаси — суп з бобів і квасолі.

### Запозичені у ХХ ст.
Плов — традиційний кримський плов відрізняється від азійського тим, що обов'язковим інгредієнтом є родзинки. Також можуть бути додані чорнослив та фісташки. Готується з м'ясного фаршу на топленому маслі.
Лагман — страва з овочів, м'яса та локшини.
Алюшкє шорбаси — юшка з галушками.
Манти — м'ясо в тісті.

## Солодощі

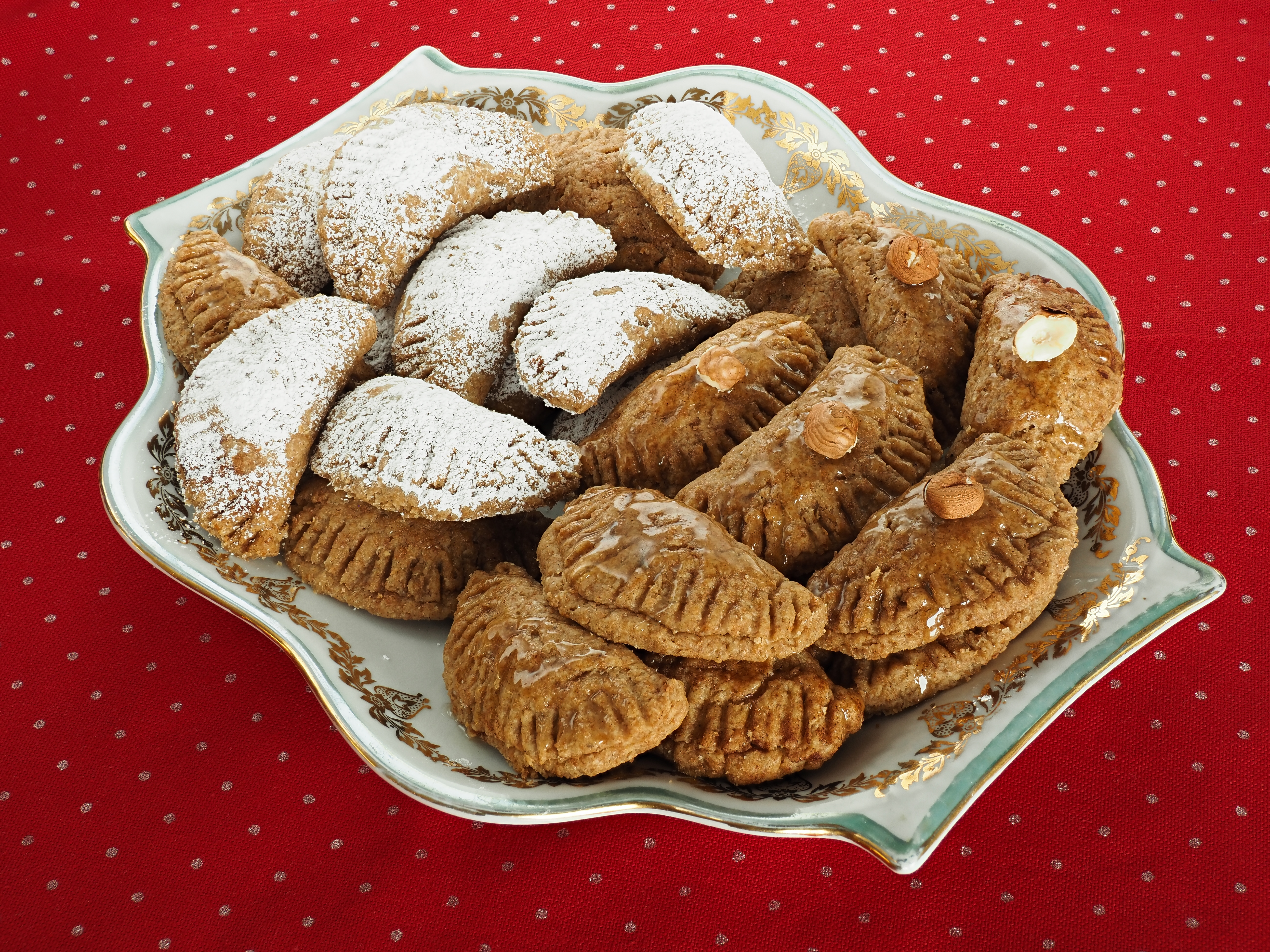
Курабіє

Різноманітність борошняних виробів на традиційному столі заворожує. Найближчі для кримськотатарської кухні вироби з кислого (дріжджового) тіста. Кримськотатарська кухня дуже багата на вироби зі здобного й солодкого тіста: катлама, кош-тілі які подаються до чаю. Деякі здобні вироби — за начинкою та способом приготування типові для багатьох тюркомовних народів — піддавалися подальшому вдосконаленню, утворюючи оригінальні національні страви.
Баклава – солодке печиво ромбоподібної форми з багатошарового тіста з медом і горіхами.
Курабіє — східні солодощі у вигляді пісочного печива, що готується на топленому маслі. Особливістю кураб'є є його довгий термін зберігання, за який не втрачаються смакові якості.
Варення з пелюсток троянд
Шекер къыйыкъ — виріб з багатошарового тіста, зверху поливається цукровим сиропом. Назва перекладається як «цукрові хусточки».

## Напої
Традиційними напоями кримських татар є язма. 
Теміз кхаве — "чорна кава". Серед кримських татар існує культ кави. Каву, на знак поваги, обов'язково подають будь-якому гостю перш ніж почати розмову.
Хошаф — компот з висушених плодів.
Шербет — солодкий прохолодний напій з фруктів, квіткових пелюсток, спецій.
Кхатикх — кисломолочний напій.
Язма — 2)розбавлений з водою кхатикх.
Буза — слабоалкогольний напій на основі злаків.

## Традиції, звичаї, етикет
Ще в Кримському ханстві суворо дотримувалися національних традицій, що формувалися століттями. Особлива увага приділялася культурі й етикету харчування. Це було важливою складовою у вихованні молодого покоління. Ставлення до їжі ніколи не було споживчим, до їжі ставилися шанобливо. Заборонялося викидати її на землю, відгукуватися про їжу зневажливо. З дитинства виховується традиція прикладати до лоба та цілувати хліб, що випадково впав на землю, як вибачення перед Аллахом. Будь-яка їжа, навіть дуже крихітний шматочок, розглядалася як Божа благодать. Для гостя вважалося нетактовним відмовлятися від частувань, слід було з вдячністю прийняти їх, з'їсти хоча б малу частину, інакше це могли визнати за неповагу до господаря. Також для господаря було немислимо і ганебно не частувати гостя. При ханському дворі гостю подавали не менш ніж 12 страв, кожну з яких гість мав спробувати. Знатні вельможі їли хліб, а простий народ — товчене пшоно, розведене молоком. Пили кобиляче молоко та сироватку. Гостям подавали лоша, це в XVII столітті вважалося делікатесом.